# Hippodrome de Colombes
L'hippodrome de Colombes était un champ de courses hippiques situé à Colombes (Hauts-de-Seine).

## Historique
Inauguré en 1883, l'hippodrome de Colombes faisait partie de la série de champs de courses construits au cours de la seconde moitié du XIXe siècle dans la petite couronne francilienne en complément des grands hippodromes parisiens (Auteuil, Longchamp, Saint-Cloud et Vincennes) et aux côtés de ceux de La Marche à Marnes-la-Coquette (1851), Maisons-Laffitte (1878), Enghien (1879) et Saint-Ouen (1881).

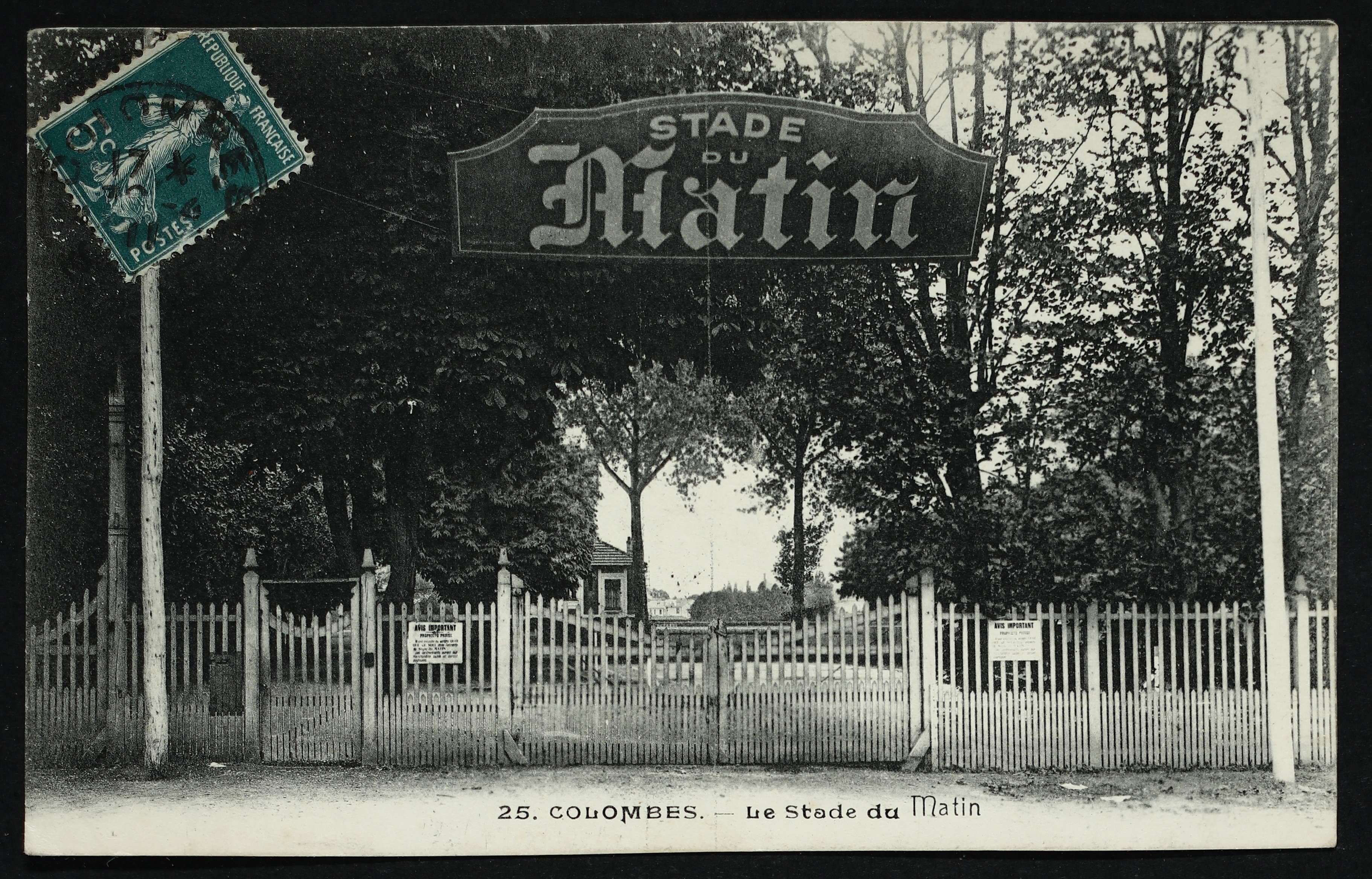
Le Stade du Matin.

Le champ de courses est racheté en 1907 par le quotidien Le Matin avec le concours de l’Union des sociétés françaises des sports athlétiques pour en faire son stade.
« Il n'en subsiste qu'un pavillon de pesage, en meulière avec un haut toit débordant de type néo normand. [L'hippodrome] ne fonctionnera qu'une dizaine d'années, transformé en stade en 1907 et dès lors remplacé par la construction de l'hippodrome du Tremblay à Champigny-sur-Marne. »

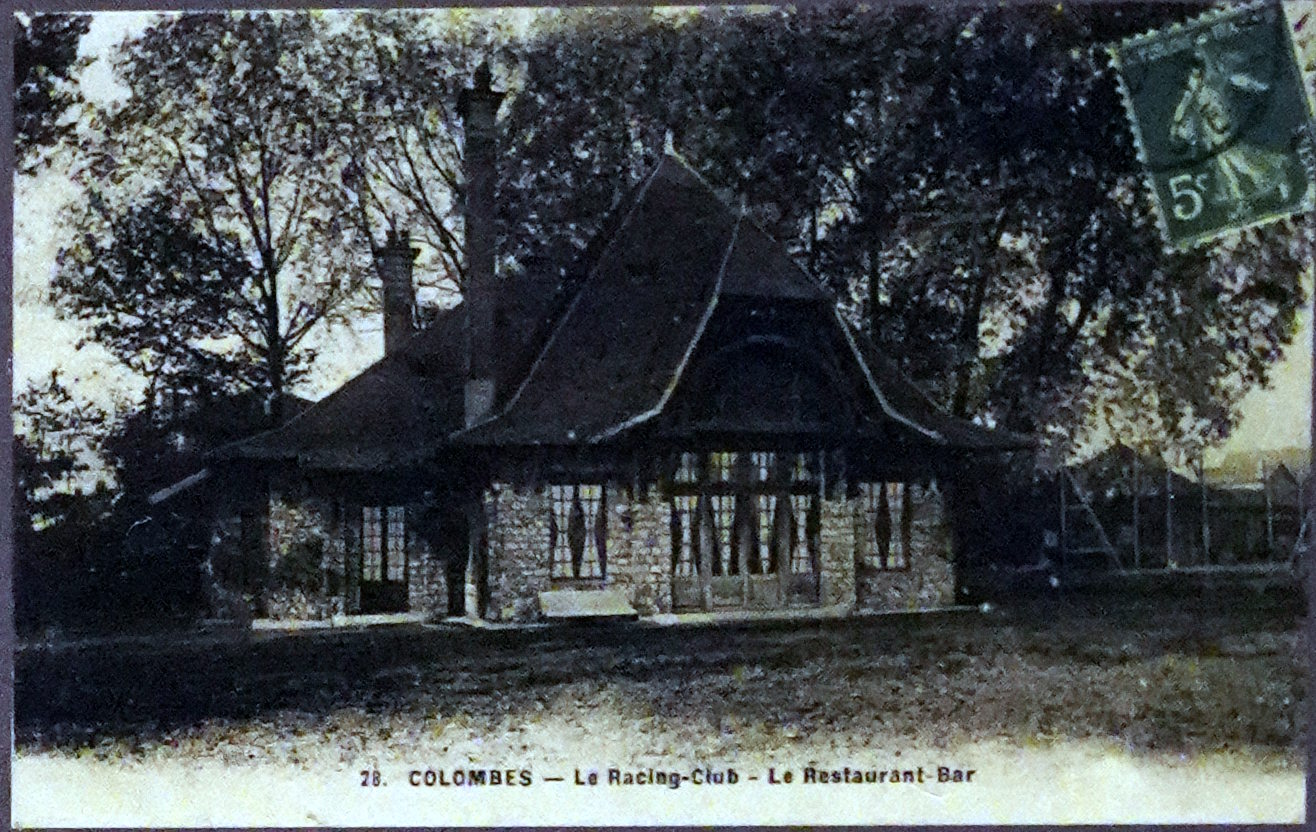
Restaurant-bar du Racing-Club de France en 1915.

Le pavillon de pesage est transformé en restaurant-bar par le Racing Club de France en 1913, puis à l'occasion des Jeux de 1924, celui-ci devient bar olympique.